# Don Camillo
Don Camillo – postać literacka, występująca w serii nowel autorstwa włoskiego pisarza Giovanniego Guareschiego.

## Charakterystyka postaci
Don Camillo jest katolickim proboszczem w nieokreślonej, włoskiej parafii, położonej nad rzeką Pad. Podczas wojny walczył jako partyzant. Jest nietypowym kapłanem: angażuje się w lokalne konflikty polityczne (przewodniczy Akcji Katolickiej i należy do partii Chrześcijańskich Demokratów), często używa przemocy fizycznej, pije wino, pali toskańskie cygara. Lubi grę w karty i polowania ze swoim psem Piorem. W nowelach często prowadzi dysputy z Chrystusem z krucyfiksu, znajdującego się na ołtarzu głównym w jego kościele. Jego przyjacielem i zarazem przeciwnikiem politycznym jest komunistyczny wójt gminy, Giuseppe Bottazzi, zwany Pepponem.

### Książki Giovanni Guareschi z cyklu "Mały światek czyli historia codziennych kłopotów Don Camilla" wydane w Polsce[2]
- Mały świat don Camilla (tom: 1)
- Don Camillo i jego trzódka (tom: 2)
- Towarzysz Don Camillo (tom: 3)
- Don Camillo i dzisiejsza młodzież (tom: 4)
- Ludziska (tom: 5)
- Blady wymoczek (tom: 6)
- Wiosna don Camilla (tom: 7)
- Lato don Camilla (tom: 8)
- Jesień don Camilla (tom: 9)
- Zima don Camilla (tom: 10)
- Don Camillo i ludzkie kłopoty (tom: 11)
- Ciao, don Camillo (tom: 12)
- Don Camillo (wybór nowel z tomów 1 i 2)
- Rok don Camilla (wybór nowel z tomów 7-10)

## Film

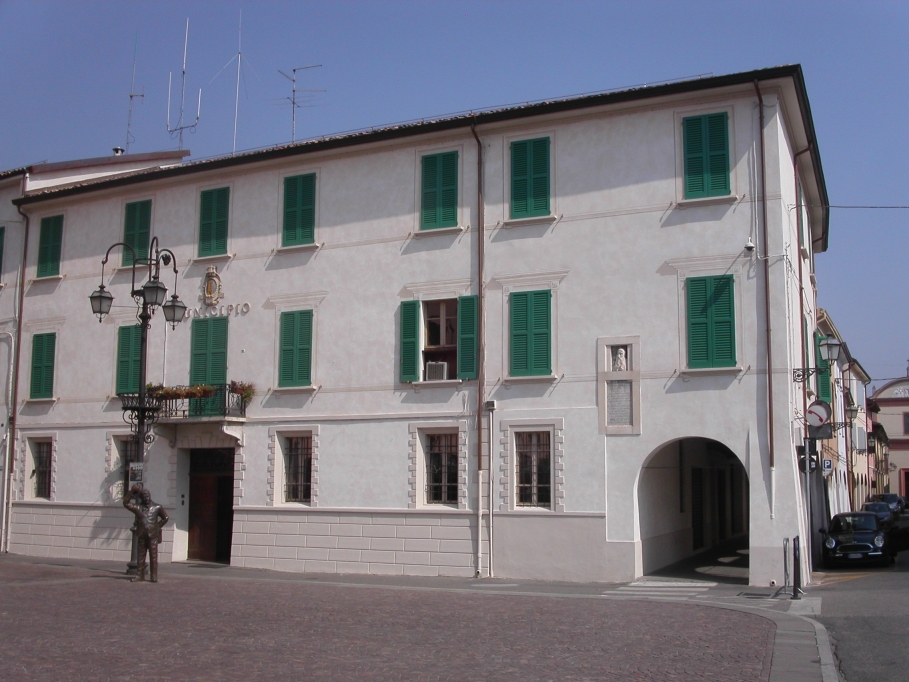
Ratusz w Brescello

W serii czarno-białych filmów, kręconych w latach 1952-1965, w roli Don Camilla występował francuski aktor Fernandel. W 1983 powstał kolorowy remake tamtych obrazów, a w rolę Don Camilla wcielił się gwiazdor włoskich westernów i komedii, Terence Hill. W filmach akcja dzieje się w gminnym miasteczku Brescello (i jego okolicy). Natomiast w opowiadaniach Guareschiego jest to anonimowa duża wieś lub miasteczko na Nizinie Padańskiej.

### Filmy z Fernandelem
- 1952 Mały światek Don Camilla (Le Petit Monde de don Camillo)
- 1953 Powrót Don Camilla (Le Retour de don Camillo)
- 1955 Don Camillo i poseł Peppone (La Grande Bagarre de don Camillo)
- 1961 Don Camillo prałatem (Don Camillo...Monseigneur!)
- 1965 Towarzysz Don Camillo (Don Camillo en Russie)
- 1970 Don Camillo et les contestataires (Fernandel ze względu na chorobę nie ukończył filmu, w roli Don Camillia zastąpił go Gastone Moschin)